# МОН-50
МОН-50 — противопехотная осколочная мина направленного поражения. 
Предназначена для поражения живой силы противника, в том числе в грузовом и легковом транспорте. Разработана в 1960-х — 1970-х годах.
Мина взрывается от электродетонатора в управляемом варианте или от запала при установке на взрыватель МВЭ-72 (МВЭ-НС), или взрыватель серии МУВ.
Взрывом заряда элементы направляются в сторону выпуклой части мины. Подавляющее количество поражающих элементов разлетаются в зоне с горизонтальным углом 54°.
Мина может устанавливаться в управляемом варианте, с электродетонатором ЭДП-р (ЕДП),
запалом МД-5М с накольным механизмом НМ-71
или в неуправляемом варианте с взрывателем МВЭ-72 (МВЭ-НС), или взрывателем серии МУВ. 

Мина может устанавливаться на грунт (в снег) на ножках или крепиться на местных предметах с помощью струбцины. В качестве поражающих элементов могут использоваться цилиндрические осколки либо шарики.
Состав комплекта:
- мина неокончательно снаряжённая — 1 шт;
- струбцина — 1 шт. на две мины;
- коробка для средств взрывания — 1 шт;
- втулка для крепления электродетонатора в запальном гнезде — 2 шт.;
- сумка для переноски — 1 шт. на две мины.

Дальнейшим развитием мины МОН-50 стала мина МОН-90.
Мина МОН-50 является аналогом американской мины M18 Claymore.

## Тех. данные
Масса мины — 2 кг, масса заряда (ПВВ-5А) — 0,7 кг. 

Количество поражающих элементов — 485—540 шт. 

Горизонтальный угол разлёта осколков — 54°. 

Дальность сплошного поражения — 50-58 метров.

Дальность поражения легкового и грузового транспорта и живой силы в нём — до 30 метров.

Дальность полёта элементов — 80-85 метров.